# Chad Rau
Chad Anthony Jerome Rau (ur. 18 stycznia 1987 w Eden Prairie) – amerykański hokeista, reprezentant Stanów Zjednoczonych.
Jego bracia Kyle, Curt (obaj bliźniacy ur. 1992) i Matt także zostali hokeistami.

## Kariera
- Eden Prairie High (2002-2004)
- Des Moines Buccaneers (2004-2005)
- U.S. National U18 Team (2005)
- Colorado Tigers (2005-2006)
- Houston Aeros (2009-2013)
- Minnesota Wild (2012)
- Iowa Wild (2013/2014)
- Worcester Sharks (2013/2014)
- EHC Linz (2014)
- SaiPa (2014-2016)
- Kunlun Red Star (2016-2017)
- Nieftiechimik Niżniekamsk (2017)
- Awangard Omsk (2017-2018)
- Slovan Bratysława (2018-2019)
- Glasgow Clan (2019-2020)

Początkowo grał w ligach USHS, USHL, USDP. W drafcie NHL z 2005 został wybrany przez Toronto Maple Leafs. Od 2005 do 2009 przez cztery sezony występował w akademickiej lidze NCAA w barwach zespołu z Colorado College. Od 2009 do 2014 przez pięć lat grał w drużynach z ligi AHL, przede wszystkim w barwach Houston Aeros. W tym okresie tylko w edycji 2011/2012 występował w rozgrywkach NHL, reprezentując drużynę Minnesota Wild w dziewięciu meczach w miesiącach zimowych 2012.
W lipcu 2014 został zawodnikiem austriackiego klubu EHC Linz. W trakcie sezonu w ostatni dzień roku kalendarzowego tj. 31 grudnia 2014 został ogłoszony jego transfer do fińskiego klubu Saimaan Pallo. W połowie 2015 przedłużył tam kontrakt o rok. W lipcu 2016 został zaangażowany przez chiński klub Kunlun Red Star, występujący w rosyjskich rozgrywkach KHL. W maju 2017 przeszedł do Nieftiechimika Niżniekamsk, także w KHL. Stamtąd, w grudniu tego samego roku przeszedł do Awangarda Omsk w toku wymiany za Dennisa Evenberga. W sierpniu 2018 podpisał jednoroczny kontrakt ze słowackim Slovanem Bratysława, również grającym w KHL. W lipcu 2019 został zaangażowany przez szkocki klub Glasgow Clan z brytyjskich rozgrywek EIHL.
W barwach reprezentacji Stanów Zjednoczonych uczestniczył w turnieju mistrzostw świata juniorów do lat 18 edycji 2005.

## Sukcesy
Reprezentacyjne
- Złoty medal mistrzostw świata juniorów do lat 18: 2005

Klubowe
- Finał AHL o Puchar Caldera: 2011 z Houston Aeros

Indywidualne
- USHL 2004/2005: najlepszy pierwszoroczniak sezonu
- NCAA WCHA 2007/2008:
  - Pierwszy skład gwiazd NCAA (WCHA)
  - Drugi skład gwiazd Amerykanów NCAA (West)
- NCAA WCHA 2008/2009:
  - Pierwszy skład gwiazd NCAA (WCHA)
  - Drugi skład gwiazd Amerykanów NCAA (West)
  - Skład gwiazd akademików NCAA (WCHA)
- Liiga (2015/2016):
  - Najlepszy zawodnik miesiąca – grudzień 2015
  - Pierwsze miejsce w klasyfikacji strzelców w sezonie zasadniczym: 28 goli[15] (Trofeum Håkana Looba)
  - Siódme miejsce w klasyfikacji kanadyjskiej w sezonie zasadniczym: 46 punktów[16]
  - Trofeum Raimo Kilpiö – najuczciwszy zawodnik sezonu: 0 minut kar we wszystkich 60 meczach sezonu zasadniczego[17]
- KHL (2016/2017): Mecz Gwiazd KHL

Wyróżnienie
- Galeria Sławy Des Moines Buccaneers